# Sen Sōshitsu
Sen Sōshitsu est un nom japonais traditionnel ; le nom de famille (ou le nom d'école), Sen, précède donc le prénom (ou le nom d'artiste).
Sen Sōshitsu (千宗室) est le nom traditionnel porté par la série de maîtres de thé de la famille Urasenke.

## Lignée
Sōshitsu est le prénom du chef, ou iemoto, de l'école de la cérémonie du thé japonaise Urasenke. Sen est le nom de famille et Sōshitsu est le nom héréditaire adopté par le successeur qui devient l'iemoto. La première personne de la lignée de la famille Sen à utiliser le nom Sōshitsu est le plus jeune fils de Sen Sōtan, soit l'arrière-petit-fils de Sen no Rikyū. Il est généralement nommé Sensō Sōshitsu (仙叟 宗室), sans mention de son nom de famille, et est considéré comme la quatrième génération de la lignée Urasenke. L'actuel chef de la famille de la seizième génération, Sen Sōshitsu XVI, se distingue par son nom de thé, Zabōsai.
Le caractère (kanji) pour « sō », 宗, dans Sōshitsu, peut se traduire par « cœur de la famille ». Tout comme le chef de l'Urasenke, les chefs des autres écoles de thé japonaises ont des noms héréditaires commençant par ce caractère. Par exemple, le chef de l'école Omotesenke porte le nom de Sōsa, 宗左, et celui de l'école Mushakōjisenke est Sōshu, 宗守.

### Liste des maîtres de thé Urasenke
- Sen no Rikyū (1522-1591)
- Shōan Sōjun (1546-1614)
- Genpaku Sōtan (1578-1658)
- Sen Sōshitsu IV (四代目千宗室?, 1622-1697)

- Sen Sōshitsu V (五代目千宗室?, 1673-1704)

- Sen Sōshitsu VI (六代目千宗室?, 1694-1726)

- Sen Sōshitsu VII (七代目千宗室?, 1709-33)

- Sen Sōshitsu VIII (八代目千宗室?, 1719-1771)

- Sen Sōshitsu IX (九代目千宗室?, 1746-1801)

- Sen Sōshitsu X (十代目千宗室?, 1770-1826)

- Sen Sōshitsu XI (十一代目千宗室?, 1810-1877)

- Sen Sōshitsu XII (十二代目千宗室?, 1852-1917)

- Sen Sōshitsu XIII (十三代目千宗室?, 1872-1924)

- Sen Sōshitsu XIV (十四代目千宗室?, 1893-1964)

- Sen Sōshitsu XV (十五代目千宗室?, né en 1923)[2]

- Sen Sōshitsu XVI (十六代目千宗室?, né en 1956)